# Лиэллинозавра
Лиэллинозавра (лат. Leaellynasaura) — род динозавров раннего мела (118—110 млн лет назад). Описана в 1989 году Томом Рич и Патрицией Викерс-Рич из штата Виктория в Австралии. Названа ими в честь дочери.

## Систематика
Лиэллинозавра является орнитисхией. В разных описаниях она относится к гипсилофодонтидам, игуанодонтидам и просто к примитивным птицетазовым динозаврам.

## Палеогеография
Во времена лиэллинозавры штат Виктория находился за полярным кругом, но там было не очень холодно. Однако из-за наклона Земли там были полярные дни и ночи.

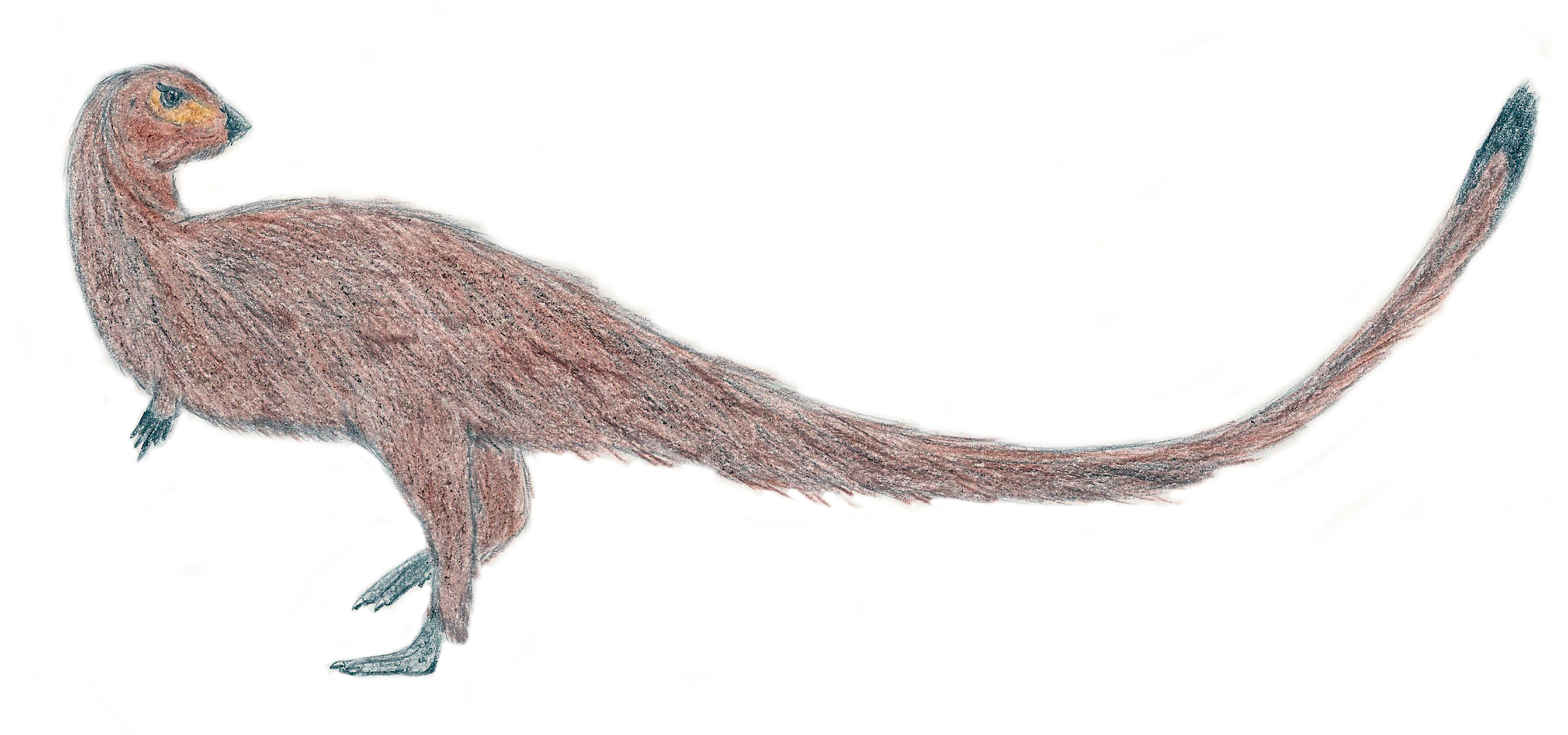
Вариант реконструкции с перьями

## Описание
Лиэллинозавра известна по нескольким образцам. Длина динозавра была 2 м. Питалась она растительностью.
Хвост был в три раза больше остального тела. Хвостовых позвонков было больше, чем у других орнитисхий за исключением некоторых гадрозавров. Глаза довольно крупные. Оптические доли мозга были больше, чем у других орнитисхий.
Возможно, огромные глаза помогали находить пищу ночью.

## В популярной культуре
Лиэллинозавра показана в пятом эпизоде научно-популярного сериала «Прогулки с динозаврами».